# Riano
Riano é uma comuna italiana da região do Lácio província de Roma, com cerca de 3.995 habitantes. Estende-se por uma área de 25 km², tendo uma densidade populacional de 160 hab/km². Faz fronteira com Castelnuovo di Porto, Monterotondo, Roma, Sacrofano.

## Demografia
| Variação demográfica do município entre 1861 e 2011                               |
|                                                                                   |
| Fonte: Istituto Nazionale di Statistica (ISTAT) - Elaboração gráfica da Wikipedia |